# Knefastia tuberculifera
Knefastia tuberculifera is een slakkensoort uit de familie van de Pseudomelatomidae. De wetenschappelijke naam van de soort is voor het eerst geldig gepubliceerd in 1829 door Broderip & Sowerby I.